# Домбрувка (Вадовицький повіт)
Домбрувка (пол. Dąbrówka) — село в Польщі, у гміні Стришув Вадовицького повіту Малопольського воєводства.
Населення — 598 осіб (2011).

## Історія
У 1975-1998 роках село належало до Бельського воєводства, підпорядковувалося районній адміністрації у Вадовицях.

## Демографія
Демографічна структура станом на 31 березня 2011 року:
|          | Загалом | Допрацездатний вік | Працездатний вік | Постпрацездатний вік |
| -------- | ------- | ------------------ | ---------------- | -------------------- |
| Чоловіки | 308     | 79                 | 191              | 38                   |
| Жінки    | 290     | 59                 | 175              | 56                   |
| Разом    | 598     | 138                | 366              | 94                   |